# Káto Valsamónero
Káto Valsamónero, en grec moderne : Κάτω Βαλσαμόνερο, ou Káto Varsamónero (Κάτω Βαρσαμόνερο), est un village du dème de Réthymnon, en Crète, en Grèce. Selon le recensement de 2011, la population de Káto Valsamónero compte 193 habitants. Le village est situé à une altitude de 250 m et à 14 km de Réthymnon.

## Recensements de la population
| Recensements | 1900 | 1920 | 1928 | 1940 | 1951 | 1961 | 1971 | 1981 | 1991 | 2001 | 2011 |
| ------------ | ---- | ---- | ---- | ---- | ---- | ---- | ---- | ---- | ---- | ---- | ---- |
| Population   | 35   | 126  | 181  | 232  | 183  | 180  | 170  | 167  | -    | 223  | 193  |